# کینگ داناوان
کینگ داناوان (انگلیسی: King Donovan؛ ‏ ۲۵ ژانویهٔ ۱۹۱۸ – ۳۰ ژوئن ۱۹۸۷) کارگردان فیلم و بازیگر اهل ایالات متحده آمریکا بود.
از فیلم‌ها یا برنامه‌های تلویزیونی که وی در آن نقش داشته‌است، می‌توان به وعده‌ها! وعده‌ها!، هجوم ربایندگان جسم، آواز در باران، بیا فنجان را پر کن، تمام مردان شاه، ستیزه‌جویان، درخت اعدام، نیزه شکسته، دنیای دیوانه، دیوانه، دیوانه، دیوانه، من یک عروس مذکر زمان جنگ بودم، کابوی، مرخصی کامل، خیابان یک طرفه، خیابان راز، قمارباز می‌سی‌سی‌پی، شاهزاده‌ای که دزد بود و شال اشاره کرد.